# Concepció Ginot i Riera
Maria de la Concepció Ginot i Riera (Barcelona, 13 d'abril del 1858 - 6 de març del 1934) va ser una pianista, professora de música i compositora catalana, directora del barceloní "Orfeó de Santa Cecília" durant tres dècades.

## Biografia
Començà a estudiar piano amb onze anys amb Baudili Sabater, i n'esdevingué una intèrpret reconeguda, tot i que amb ressò exclusivament local; destacà, principalment, en la interpretació de Chopin, Weber, Bach, Beethoven, Mozart i Clementi. Dirigí (1888 i encara el 1924, pel cap baix) l'"Orfeó de Santa Cecília" (fundat el 1875) de música religiosa i compost, en general, per alumnes o ex-alumnes seves. Ensenyà cant i piano durant molts anys ("la distingida compositora y molt aventatjada pianista Dª Concepció Ginot, (...) en lo seu col·legi, al qual solen assistir (...) les deixebles de la citada professora") i morí a Barcelona, sense descendència.
En tant que compositora, es dedicà preferentment a la música sacra, i compongué peces per a ser interpretades per les seves corals. Estigué vinculada a l'"Asociación de Pianistas Compositores de Barcelona" (una entitat creada el 1873 i dedicada a la comercialització de partitures per a piano). El mestre Sabater li dedicà una Fantasia per a piano, sobre textos de la poeta Safo de Lesbos.
Filla de Josep Ginot i Carbonell, escultor natural de Sarrià - Sant Gervasi i de Teresa Riera i Trias natural de Barcelona.

## Obres
- «Antífona a Santa Cecília», (1879).
- Cuarteto instrumental, per a violí, violoncel, piano i harmònium
- Ecce panis, motet per a tiple, piano i harmònium
- O sacrum convivium (1883), motet a tres veus i harmònium[8]
- Salutación a Santa Cecilia (1883), per a soprano, cor i harmònium[8]
- Salutati, per a soprano, cor i harmònium
- Trisagios marianos, per a cor a tres veus, piano i harmònium